# Hamlet (film 1915)
Hamlet è un cortometraggio muto del 1915 diretto da W.P. Kellino.
Rivisitazione comica dell'Amleto di Shakespeare nel quale un gruppo di attori che devono recitare la tragedia si trovano coinvolti in una serie di spassose avventure e equivoci esilaranti.
La pellicola è considerata perduta.

## Trama
La Mudford Amateur Dramatic Society, una compagnia teatrale di dilettanti, sta mettendo in scena l'Amleto. Durante una rappresentazione, l'interprete di re Claudio (che è il dottore del paese) è costretto a lasciare il palcoscenico per via di una chiamata d'urgenza e, per fare prima, si cambia d'abito sulla scena, di fronte agli spettatori. Durante lo spettacolo, ormai compromesso, ne succedono di tutti i colori: il fantasma del re si ritrova bloccato nella botola, la scenografia cade giù rivelando Ofelia in vestaglia; Amleto non riesce a suicidarsi e gli spettatori, tra l'infuriato e il divertito, lo coprono di uova lanciate dalla galleria.

## Produzione
Il film fu prodotto dalla Cricks, una piccola compagnia attiva nel Regno Unito dal 1914 al 1916.

## Distribuzione
Distribuito dalla Davison Film Sales Agency (DFSA), il film - un cortometraggio in una bobina - uscì nelle sale britanniche nell'aprile 1915. Non si conoscono copie esistenti della pellicola che viene considerata presumibilmente perduta.